# Никитченко, Николай Степанович
Николай Степанович Никитченко (17 декабря 1901, Стародуб — 1 апреля 1975, Москва) — советский военачальник, генерал-майор.

## Биография
Родился 17 декабря 1901 года в городе Стародубе Черниговской губернии (ныне Брянской области). В Красной Армии с 27 октября 1918 года. Участник Гражданской войны в России с ноября 1918 года по февраль 1919 года. С 1924 года член ВКП(б).
В 1922 году окончил 27-е Орловские пехотно-пулемётные командные курсы, в 1925 году — повторное отделение комсостава при Московской пехотной школе имени Н. Ю. Ашенбренера, и в 1934 году — два курса вечерней Военной академии РККА имени М. В. Фрунзе. Был на преподавательской работе. С июля 1940 года — начальник Камышловского пехотного училища.
В начале Великой Отечественной войны полковник Никитченко с июля 1941 года сформировал Уфимское пехотное училище, выполнил большую работу по организации учебного процесса, подготовке кадров комсостава для действующей армии. С марта 1942 года командовал 210-й отдельной стрелковой бригадой, сформированной на базе пехотного училища в Башкирии.
15 августа (с сентября) 1942 года вступил в командование 226-й стрелковой дивизией, которая прибыла в город Бугуруслан на укомплектование. В конце сентября дивизия убыла под Сталинград. После прибытия 18 октября 1942 года она была включена в состав 66-й армии Донского фронта. С 24 октября 1942 года по 2 февраля 1943 года участвовала в наступательных операциях против немцев под Сталинградом.
В январе, начале февраля 1943 года в ходе операции «Кольцо» 226-я стрелковая дивизия под командованием Никитченко, преодолевая упорное сопротивление противника, форсировала реку Мокрую Мечетку и 2 февраля полностью освободила территорию Сталинградского тракторного завода. За проявленные доблесть и мужество при нанесении противнику больших потерь в живой силе и технике, прорыв обороны в районе МТФ и овладение Сталинградским тракторным заводом, приказом Народного комиссариата обороны СССР № 202 от 4 мая 1943 года 226-я стрелковая дивизия была преобразована в 95-ю гвардейскую стрелковую дивизию, а гвардии полковник Никитченко награждён орденом Красного Знамени.
После Сталинградской битвы дивизия была выведена в резерв Ставки ВГК, затем участвовала в тяжелых оборонительных боях в Курской битве, в августе — в Белгородско-Харьковской наступательной операции. За отличия в боях по освобождению Полтавы приказом Верховного главнокомандующего от 23 сентября 1943 года дивизии было присвоено почётное наименование «Полтавская», а гвардии генерал-майор Никитченко награждён орденом Кутузова II степени. Затем, продолжая наступление, части дивизии отвоевали Кременчуг, принимали участие в битве за Днепр. За форсирование Днепра южнее Кременчуга и расширение плацдарма на правом берегу реки Никитченко награждён вторым орденом Красного Знамени.
В ноябре он заболел и отправлен на лечение; в конце января 1944 года назначен начальником 5-го отдела Управления вузов ГУК НКО СССР, он же заместитель начальника управления по руководству суворовскими училищами.
После войны Николай Никитченко в апреле 1946 года был назначен начальником 3-го отдела Управления вузов стрелковых войск. С апреля 1948 года занимал должность начальника 4-го, с июля 1949 года — 3-го отдела Управления вузов стрелковых войск. С января 1950 года по август 1951 года был в распоряжении ГУК (находился на лечении), затем был назначен начальником курса факультета заочного обучения Военной академии имени М. В. Фрунзе. С октября 1952 года в запасе.
Умер в 1975 году в Москве

## Награды
Награждён орденом Ленина, четырьмя орденами Красного Знамени, орденом Кутузова II степени, медалями, а также иностранными орденами.

## Память
В честь Николая Никитченко в Полтаве и Стародубе названы улицы.